# Wugigarra sphaeroides
Wugigarra sphaeroides là một loài nhện trong họ Pholcidae. Loài này được phát hiện ở Queensland.